# Олекса Десняк
Олекса Десняк (справжнє ім'я Руденко Олексій Гнатович; 4 березня (17 березня) 1909, с. Бондарівка, нині Сосницького району Чернігівської області, — 25 травня 1942, поблизу с. Павлівка Друга Харківської області) — український письменник. Редактор журналу «Жовтень» (1939—1941). Батько політика та перекладача Олександра Руденка.

## Життєпис
Народився в селянській сім'ї. Навчався в Макошинській семінарії, Борзнянському технікумі та Чернігівському інституті народної освіти (закінчив 1931 року).
Почав друкуватися 1928 року. У 1930-тих працює у чернігівській газеті «Молодий комунар», де в ті часи зосереджуються провідні літератори та журналісти краю: Абрам Кацнельсон, Пилип Рудь, Петро Носенко.
1939 — очолив Львівську організацію Спілки письменників України.
Загинув 25 травня 1942 року під час німецького бомбардування.

## Твори
Романи:
- «Десну перейшли батальйони» (1937)
- «Удай-ріка» (1938)

Повісті:
- «Полк Тимофія Черняка» (1938)
- «Тургайський сокіл» (1940)

Роман «Десну перейшли батальйони» (1937) присвячений подіям громадянської війни в Україні. В романі «Удай-ріка» зображено життя українського селянства в період довоєнних п'ятирічок. Повість «Тургайський сокіл» присвячена герою громадянської війни в Казахстані Амангельди Іманову.